# Trogon elegans
Trogon elegans е вид птица от семейство Трогонови (Trogonidae).

## Разпространение
Видът е разпространен в Гватемала, Коста Рика, Никарагуа, Салвадор и Хондурас.